# Троянова, Нина Петровна
Нина Петровна Троянова (19 апреля 1937, Харьков — 2 ноября 1986, Николаев) — русская советская актриса, народная артистка УССР с 1979 года.

## Биография
Родилась 19 апреля 1937 года в Харькове. В 1967 году окончила Государственный институт театрального искусства имени Анатолия Луначарского в Москве. С 1960 по 1986 год служила в Николаевском русском драматическом театре. Умерла в Николаеве 3 октября 1986 года.

## Роли
- Тугиной («Последняя жертва» В. Островского);
- Анфиса («Угрюм-река» Шишкова);
- Настя («Третья патетическая» Погодина);
- Абби («Любовь под вязами» Ю. О’нила);
- Мария Стюарт («Мария Стюарт» Шиллера).